# 奧爾當島
奧爾當島（英語：Oldham Island）是南極洲的島嶼，位於麥克羅伯特森地，屬於斯坦頓島群的一部分，根據挪威探險隊拍攝的空中照片繪入地圖，現時由南極條約體系管理。